# София фон Анхалт-Бернбург-Люнебург
София фон Анхалт-Бернбург (на немски: Sophia von Anhalt-Bernburg; † 18 декември 1362) от фамилията Аскани, е принцеса от Анхалт-Бернбург и чрез женитба княгиня на Люнебург (1346 – 1362).

## Живот
Тя е най-малката дъщеря на княз Бернхард III фон Анхалт-Бернбург († 1348) и първата му съпруга Агнес фон Саксония-Витенберг († 1338), дъщеря на херцог и курфюрст Рудолф I фон Саксония-Витенберг (1284 – 1356) и маркграфиня Юта (Бригита) фон Бранденбург († 1328). Баща ѝ Бернхард III се жени през 1339 г. втори път за Матилда фон Анхалт-Цербст († ок. 1342) и ок. 1343 г. трети път за Матилда фон Брауншвайг-Волфенбютел († 1354).
София се омъжва на 12 март 1346 г. в Магдебург за херцог Вилхелм II фон Брауншвайг-Люнебург († 1369) от фамилията Велфи, четвъртото дете на Ото II Строгия (1266 – 1330) и на принцеса Матилда Баварска (1275 – 1319), сестра на Лудвиг IV Баварски. Тя е третата му съпруга. Бракът е бездетен.
София фон Анхалт-Бернбург умира на 18 декември 1362 г. и е погребана в църквата „Св. Михаелис“ в Люнебург, където по-късно (1369) е погребан и нейният съпруг. През 1363 г. Вилхелм II фон Брауншвайг-Люнебург се жени четвърти път за Агнес фон Саксония-Лауенбург (1353 – 1387).
- Вилхелм II фон Брауншвайг-Люнебург
- Гробната плоча на фамилията фон Брауншвайг-Люнебург в църквата „Св. Михаелис“ в Люнебург